# Psychogenèse des maladies mentales
Psychogenèse des maladies mentales est un recueil d'essais de Carl Gustav Jung écrits de 1907 à 1956. Jung y rassemble ses notes et conférences concernant le problème psychologique de la démence précoce, premier nom de la schizophrénie. Ses recherches le conduisent à postuler l'existence d'un inconscient collectif : « Le fréquent recours à des formes et à des productions associatives archaïques qui sont observées dans la schizophrénie, écrit-il dans son essai sur la schizophrénie, m'a donné pour la première fois l'idée d'un inconscient non seulement constitué de contenus de conscience originelle perdus, mais d'une strate plus profonde, avec un caractère tout aussi universel que les motifs mythiques qui caractérisaient l'imagination humaine en général. »

## Sommaire
I « La psychologie de la démence précoce » (p. 13-187)
1. Examen critique des vues théoriques sur la psychologie de la démence précoce (p. 13-52) (1907)
2. Le complexe à tonalité affective et ses effets généraux sur la psyché (p. 53-68)
3. L'influence du complexe à tonalité affective sur les associations (p. 69-88)
4. Démence précoce et hystérie (p. 89-119)
5. Analyse d'un cas de démence paranoïde comme paradigme (p. 120-187)

II « Le contenu des psychoses » (p. 191-220) (1908)
1. Sur la compréhension psychologique (p. 221-238) (1914)

III « Une critique de la théorie de bleuler sur le négativisme schizophrênique » (p. 240-246) (1911)
IV « Sur l'importance de l'inconscient en psychopathologie » (p. 247- 256) (1914)
V « Sur le problème de la psychogenese des maladies mentales » (p. 257-276) (1919)
VI « Maladies mentales et psyché » (p. 277-283) (1928)
VII « Sur la psychogénèse de la schizophrênie » (p. 285-306) (1939)
VIII « Considération actuelles sur la schizophrênie » (p. 307-316) (1956)
IX « La schizophrênie » (p. 317-337) (1952)